# Monte-Klasse (1924)
Als Monte-Klasse von 1924 werden fünf Passagierschiffe der Hamburg Südamerikanischen Dampfschifffahrts-Gesellschaft bezeichnet, die in den Jahren 1924 bis 1930 auf der Werft Blohm & Voss in Hamburg gebaut wurden. Die kombinierten Passagier- und Frachtschiffe kamen auf dem Nordatlantik, nach Südamerika und nach Fernost zum Einsatz. Die Schiffe trugen die Namen von südamerikanischen Bergen.
Die ab 2004 gebauten 5.500-TEU-Containerschiffe derselben Reederei tragen ebenfalls den Namen Monte-Klasse.

## Geschichte
Mit der Monte Sarmiento übernahm die Hamburg-Süd das erste von fünf Schiffen der Monte-Klasse. Die nahezu baugleichen Schiffe der Monte-Klasse hatten eine Länge von 179,70 Metern über alles und waren 20,10 Meter breit. Der maximale Tiefgang wird mit 10,40 Metern angegeben. Angetrieben wurden die Schiffe der Klasse von vier Dieselmotoren, die über Getriebe auf zwei Propellerwellen wirkten und den Schiffen eine Geschwindigkeit von 14 Knoten verliehen. Hinter den Motoren befanden sich im Abgasstrang Abgaskessel, da die Abgastemperaturen im Nennbetrieb 400 °C erreichten. Der Dampf der Abgaskessel wurde zur Klimatisierung, Warmwassererwärmung, aber auch zum Antrieb vieler Hilfsmaschinen wie Verdichter und Pumpen genutzt. Zu dieser Zeit wurden die Hilfsmaschinen vorwiegend mit Dampf angetrieben.

## Die Schiffe

### Monte Sarmiento
Das Schiff ist nach dem Monte Sarmiento auf Feuerland benannt und lief bei Blohm & Voss mit der Baunummer 407 am 31. Juli 1924 vom Stapel. Es war das erste deutsche Motorschiff mit einer Vermessung von über 10.000 BRT und zum Zeitpunkt der Indienststellung das größte Motorschiff der Welt. Die Hauptmotoren waren vier nach dem Ersten Weltkrieg eingelagerte 6-Zylinder-Dieselmotoren, die für U-Boote der Kaiserlichen Marine bestimmt waren. Über ein Rädergetriebe waren je zwei Motoren mit dem Propeller verbunden. Die Jungfernreise von Hamburg aus zu den Häfen am Río de la Plata begann am 15. November 1924 mit diversen Problemen an den Motoren. Die Schwierigkeiten mit den Maschinen wurden vom Garantieingenieur H. Börnsen anschaulich dokumentiert.
Zahlreiche Reisen zur südamerikanischen Ostküste folgten. Neben diesem Einsatz war sie mit dem Schwesterschiff Monte Olivia vom Sommer bis zum Herbst 1936 für die KdF-Organisation in den Fjorden von Norwegen unterwegs. Vom 21. Dezember 1939 an beanspruchte die deutsche Kriegsmarine das Schiff als Wohnschiff in Kiel. Während eines anglo-amerikanischen Bombenangriffs am 26. Februar 1942 wurde die Monte Sarmiento getroffen, stark beschädigt und sank. 1943 wurde das Wrack gehoben, nach Hamburg geschleppt und verschrottet.
Das Schiff hatte eine Kapazität von 1.328 Passagieren in der Zweiten Klasse und 1.142 in der Dritten Klasse. Die Besatzung bestand aus insgesamt 280 Personen.

### Monte Olivia

Monte Olivia im Hamburger Hafen (1933)

Einige Wochen später, am 28. Oktober 1924, fand der Stapellauf der nach einem Berg in Argentinien benannten Monte Olivia mit der Baunummer 409 bei Blohm & Voss statt. Ihre erste Reise begann am 23. April 1925 mit den Zielhäfen Montevideo und Buenos Aires am Río de la Plata. Wegen rückläufiger Zahlen im Auswanderergeschäft nach Südamerika setzte die Hamburg-Südamerikanische-Dampfschifffahrts-Gesellschaft sie ab 1925 erfolgreich für Kreuzfahrten ein. Auf zwei touristischen Nordkapreisen im Herbst 1925 wurden 3100 Passagiere befördert. Für das Jahr 1934 belegt übernahm auch die Monte Olivia Kraft-durch-Freude-Reisen nach Norwegen und in der Ostsee. Im Oktober 1939 gelang dem Schiff aus dem brasilianischen Santos heimkehrend der Blockade-Durchbruch nach Hamburg. Sie diente dann von Januar 1940 bis Januar 1945 als Wohnschiff für die Kriegsmarine. Ab Mitte Februar 1945 wurde sie mit der Bezeichnung Lz (II) als Lazarettschiff und Verwundetentransporter eingesetzt. Nach einem Bombentreffer der Royal Air Force kenterte sie am 3. April 1945 im Kieler Scheerhafen. Kapitän Hartmann – später Hafenkapitän in Brunsbüttel und Leiter des Kanalamts – konnte die Besatzung retten. 1946 wurde das gehobene Wrack in der Kieler Förde verschrottet.
Im Sommer 2022 bargen Taucher bei 20 Einsätzen etwa 300 Artefakte, darunter das Tafelsilber der Monte Olivia. Dieses soll zukünftig im Internationalen Maritimen Museum in Hamburg ausgestellt werden.
Die Monte Olivia hatte abweichend von den übrigen Schiffen der Klasse eine Länge von 159,70 Metern und wird mit 13.750 BRT, 7814 NRT und 8.460 tdw angegeben. Die Passagierkapazität betrug 1372 in der Dritten Klasse und 1156 im Zwischendeck. Die Besatzung bestand aus bis zu 369 Personen.

### Monte Cervantes
Die Monte Cervantes trug die Baunummer 478 und war nach der Monte Sarmiento und der Monte Olivia das dritte Schiff der Monte-Klasse. Es wurde nach der Taufe am 25. August 1927 vom Stapel gelassen und am 3. Januar 1928 in Dienst gestellt. Im Juli des gleichen Jahres geriet sie vor Spitzbergen in Seenot und wurde vom sowjetischen Eisbrecher Krasin gerettet. Im Januar 1930 lief sie nahe Ushuaia auf einen Felsen. Nachdem alle Passagiere evakuiert worden waren, versuchte die Besatzung das Schiff auf Grund zu setzen, wobei es kenterte und der Kapitän ums Leben kam. Bei einem Versuch, das Wrack zu bergen, versank dieses 1954 endgültig.

### Monte Pascoal
Die Monte Pascoal  (nach dem Osterberg in Brasilien benannt) hatte am 17. September 1930 mit der Baunummer 491 ihren Stapellauf. Am 15. Januar 1931 wurde sie in Dienst gestellt. Nach erfolgter Ausrüstung verließ sie am 26. Januar 1931 ihren Heimathafen Hamburg mit Kurs auf die Häfen an der südamerikanischen Ostküste. Neben dem Liniendienst zu den traditionellen Häfen in Südamerika wurde das Schiff auch gewinnbringend für Kreuzfahrten eingesetzt. Preiswerte Kurzkreuzfahrten garantierten eine gute Auslastung des Schiffes. Der Reeder bot unter anderem eine einwöchige Rundreise nach London für nur 65,– Reichsmark an. Auch der Monte Pascoal gelang es nach dem Ausbruch des Zweiten Weltkrieges von Buenos Aires kommend im Oktober 1939 die britische Blockade zu durchbrechen und am 14. Oktober 1939 in Hamburg einzulaufen. Mit Beginn des Jahres 1940 wurde sie in Wilhelmshaven als Wohnschiff für die Kriegsmarine genutzt. Am 3. Februar 1944 wurde das Schiff von alliierten Bombern angegriffen und getroffen. Es geriet in Brand und sank. Im Mai 1944 gelang es einer Bergungsmannschaft der Kriegsmarine, das Schiff zu heben und wieder schwimmfähig zu machen. Wenige Wochen nach Kriegsende musste es an das Vereinigte Königreich abgeliefert werden. Beladen mit Gasmunition wurde die Monte Pascoal am 31. Dezember 1946 im Skagerrak versenkt.
Die Monte Pascoal wird abweichend mit einer Länge von 159,70 Meter, 13.870 BRT, 7.762 NRT und 8.400 tdw angegeben. Die Kapazität für Passagiere betrug in der Dritten Klasse 1.372 und im Zwischendeck 1.028. Zur Besatzung gehörten 284 Personen.

### Monte Rosa

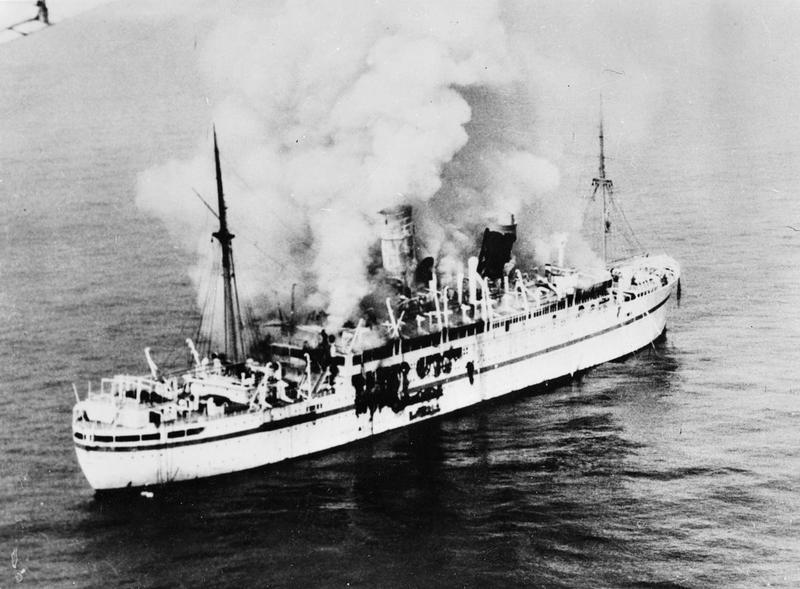
HMT Empire Windrush (vormals Monte Rosa) brennend vor Algier, 1954

Die Monte Rosa lief als letztes Schiff der Klasse am 4. Dezember 1930 mit der Baunummer 492 vom Stapel. Im März 1931 wurde es von der Reederei in Fahrt gebracht. Ihre Jungfernreise begann Mitte März traditionell mit einer Fahrt nach den Häfen am Rio de La Plata. Neben dem Liniendienst zur Ostküste Südamerikas wurde auch dieses Schiff für Vergnügungsreisen eingesetzt. Im Vergleich zur Linienfahrt erreichte die Reederei saisonal damit eine höhere Auslastung. Von 1936 bis 1939 fuhr die Monte Rosa unter dem aus einer Hugenottenfamilie stammenden Kapitän Max Castan. Beim Treffen mit dem Luftschiff LZ 127 Graf Zeppelin kam es 1936 während einer Afrika-Brasilien Kreuzfahrt 1936 zu einem spektakulären Manöver, bei dem der Zeppelin eine Sektflasche während des Fluges vom Schiff mitnahm.
Mit dem Beginn des Zweiten Weltkrieges lag sie unter dem Kommando von Heinrich Bertram ab Januar 1940 als Wohnschiff für die Kriegsmarine und Luftwaffe (Fliegeranwärterbataillon) in Stettin. 1942 führte sie Truppentransporte nach Dänemark und Norwegen durch. Am 19. November 1942 nahm die Monte Rosa 21 jüdische Häftlinge und am 26. November 1942 nochmals 223 Häftlinge (davon 26 Juden) aus dem Polizeihäftlingslager Grini auf, die über Aarhus in Konzentrations- und Vernichtungslager deportiert wurden. Von Oktober 1943 bis zum Frühjahr 1944 war die Monte Rosa als Werkstattschiff für Reparaturen am Schlachtschiff Tirpitz in Norwegen bereitgestellt. Nach diesem Einsatz diente sie erneut als Truppentransporter. Während einer Fahrt erhielt das Schiff einen Minentreffer.
Von September 1944 bis Januar 1945 diente sie als Verwundetentransportschiff unter dem Flottenarzt Paul Kubitzki (September 1944), Flottenarzt Hellmut Heim (Oktober 1944) und Geschwaderarzt Hans-Joachim Witte (Oktober 1944 bis Januar 1945). Ab dem 15. Januar 1945 war sie als Lazarettschiff mit der Bezeichnung VT/LZ(II) im Einsatz. Am 16. Februar 1945 lief das Schiff erneut auf eine Mine und wurde mit einsetzender Schlagseite von Höhe der Halbinsel Hela nach Gotenhafen geschleppt, wo der entstandene Schaden behelfsmäßig repariert werden konnte. Die Maschinenanlage konnte jedoch aufgrund der Schäden nicht wieder betriebsfähig gemacht werden. Von Gotenhafen wurde sie mit mehr als 5.000 Flüchtlingen und Verwundeten an Bord im Schlepp nach Kopenhagen überführt.
Dort wurde die Monte Rosa am Kriegsende vom britischen Militär beschlagnahmt und anschließend umgebaut und unter dem Namen Empire Windrush als Truppentransporter genutzt.

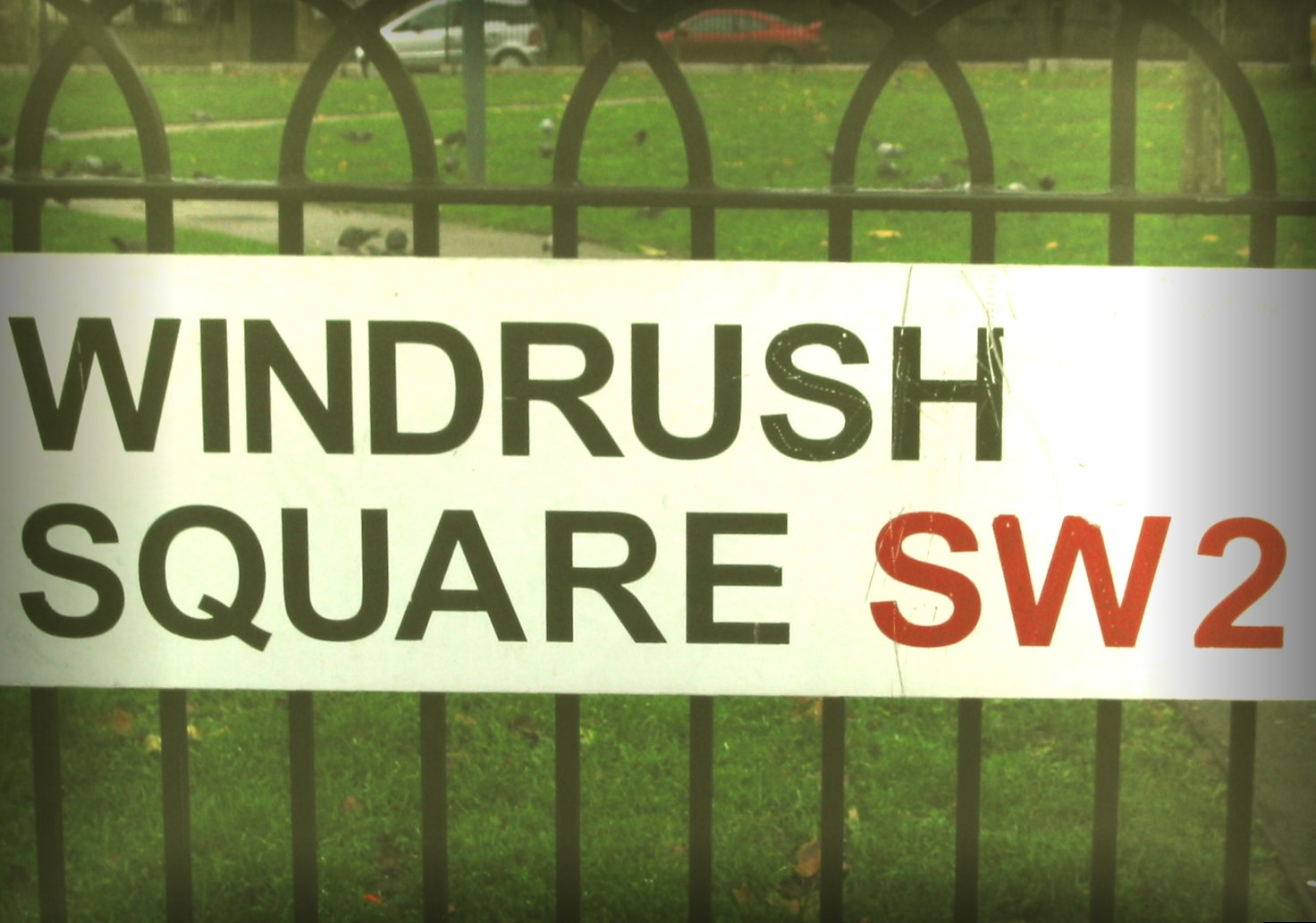
Nach dem Schiff benannter Platz im Londoner Stadtteil Brixton

1948 war die Empire Windrush auf der Fahrt von Australien über den Atlantik nach England und machte Zwischenstopps in Kingston auf Jamaika und Port of Spain auf Trinidad und Tobago. Mit ihr traf am 22. Juni 1948 eine Gruppe von 493 westindischen Einwanderern in Tilbury ein, einem Seehafen am Unterlauf der Themse. Die Einwanderer folgten einer Anzeige in einer jamaikanischen Zeitung, in der jedem, der zum Arbeiten ins Vereinigte Königreich auswandern wollte, Transportmöglichkeiten zu einem Spottpreis angeboten wurden. Bilder dieser Einwanderer, die beim Anlanden aufgenommen wurden, sind inzwischen ikonisch für eine Generation afrokaribischer Einwanderer, die als Generation Windrush bezeichnet wird. 1998 wurde ein Platz im Londoner Stadtteil Brixton in Windrush Square umbenannt, um anlässlich des fünfzigsten Jahrestags an dieses mit dem Schiff verbundene Ereignis zu erinnern.
Während einer Überfahrt von Japan nach Großbritannien geriet das Schiff am 28. März 1954 nach einer Explosion im Maschinenraum in Brand. Vier Besatzungsmitglieder kamen dabei ums Leben. Am 29. März 1954 sank die Empire Windrush vor der Küste Algeriens. Alle Personen, die sich noch an Bord befanden, wurden gerettet.
Die Monte Rosa wird abweichend mit einer Länge von 159,70 Meter, einer Breite von 20,00 Meter, mit 13.882 BRT, 7.762 NRT und 7.762 tdw angegeben. Das Schiff war vorgesehen für 1.364 Passagiere in der neugeschaffenen Touristenklasse und 1.036 Zwischendeckpassagiere. Zur Besatzung gehörten 336 Personen.